# Izolacja (film)
Izolacja (ang. Isolation) – irlandzko-brytyjski film grozy z 2005 roku.

## Treść
Akcja toczy się na odludnej farmie w Irlandii, gdzie tajemniczy naukowiec przeprowadza eksperymenty genetyczne na krowach. Na farmie pojawia się też przypadkowo para młodych ludzi. Niebawem jedna z krów rodzi cielaka. Okazuje się, że rezultat eksperymentu jest przerażający.

## Obsada
- Marcel Iures – John, naukowiec
- Essie Davis – Orla, weterynarz, asystentka Johna
- Crispin Letts – Lekarz
- John Lynch – Dan, właściciel farmy
- Ruth Negga – Mary
- Sean Harris – Jamie